# Gottfried Kirch

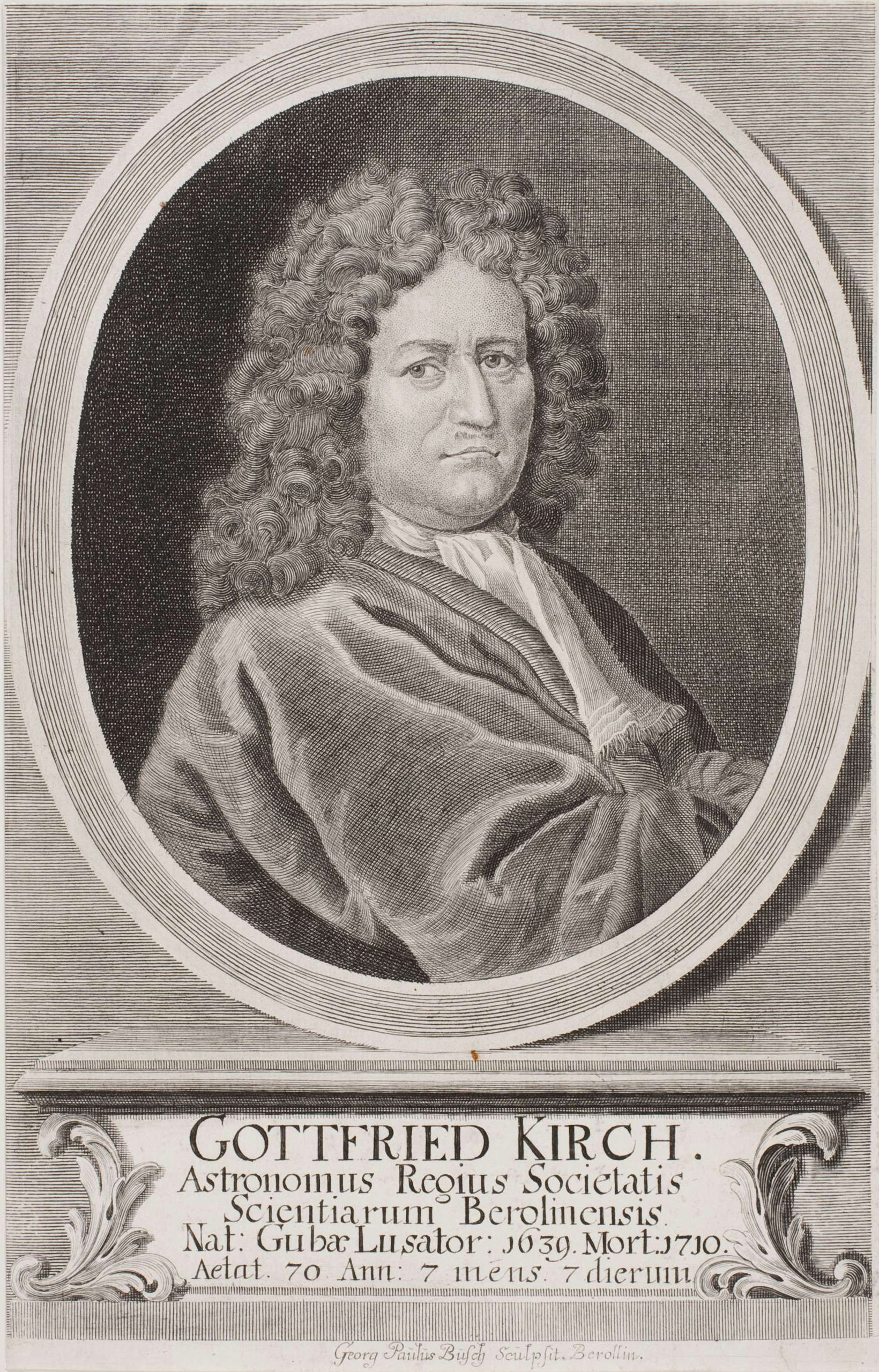
Gottfried Kirch

Gottfried Kirch (Pseudonyme: Sibyll Ptolemain, Johann-Friedrich von Rosenfeld, Hipparchus) (* 18. Dezember 1639 in Guben, Markgraftum Niederlausitz; † 25. Juli 1710 in Berlin) war Schulmeister, Kalendermacher und Königlicher Astronom in Berlin.

## Leben und Werk
Gottfried Kirch wurde als Sohn eines Schuhmachers in Guben geboren. Zuerst war er Schulmeister in Langgrün und Neundorf bei Lobenstein und später Astronom in Coburg, Leipzig und Guben sowie ab 1700 in Berlin. Astronomie lernte er bei Erhard Weigel in Jena und Johannes Hevelius in Danzig. Seit 1667 veröffentlichte er Kalender und baute Teleskope. 1679 erfand er einen Schraubenmikrometer für astronomische Messungen.
Im letzten Viertel des 17. Jahrhunderts war Kirch der meistgelesene Kalendermacher und zählte zu den führenden deutschen Astronomen. Er entdeckte 1680 erstmals einen Kometen mittels Teleskop: Komet C/1680 V1. 1681 entdeckte er den Wildenten Haufen, den offenen Sternhaufen M 11. 1686 zog er nach Leipzig. Zusammen mit dem Landwirt und Astronomen Christoph Arnold beobachtete er den Kometen dieses Jahres. Im gleichen Jahr fand er den Mira-Veränderlichen χ Cygni. Viel Zeit widmete er auch der Beobachtung des Doppelsterns Mira. Er führte drei neue Sternbilder ein, den Reichsapfel, das kurfürstliche Schwert und das Brandenburgische Szepter, die später von der Internationalen Astronomischen Union (IAU) nicht angenommen wurden. Bei Arnold lernte er seine zweite Ehefrau Maria Margaretha Winkelmann kennen, die sich astronomische Kenntnisse im Selbststudium beigebracht hatte. Bei der gemeinsamen Beobachtung des Kometen von 1702 entdeckte er den kugelförmigen Sternhaufen M 5.
Lange Zeit fand er keine Anstellung, sodass er den Lebensunterhalt durch Herausgabe von Kalendern verdienen musste. Bei den Berechnungen wurde er durch seine zweite Ehefrau und die eigenen Kinder unterstützt. Einige Kalenderreihen erschienen über mehrere Jahrzehnte. Zeitweise verfasste er bis zu 13 Kalender pro Jahr, wobei einige unter Pseudonym erschienen und er auch eingeführte Kalenderreihen anderer Autoren unter deren Namen weiterführte. Als Beispiele seien genannt die Christen-, Jüden- und Türcken-Kalender, die Zigeuner-Kalender der Sibylla Ptolemaein, einer Zigeunerin von Alexandria aus Egypten, die Astronomischen Wunder-Kalender, die Wahrhaftigen Himmels-Boten, die Gespenster- und Haushaltungs-Kalender von Johann Friedrich von Rosenfeld / Der Astronomiae Ergebener und ab 1700 die verschiedenen Akademie-Kalender als königlicher Astronom in Berlin.
Erst in letzter Zeit erkannte man die Bedeutung der Kirchschen Kalendergeschichten für die Verbreitung der Ideen der Frühaufklärung und des Pietismus in weiten Bevölkerungskreisen. Die Funktionen der Almanache liegen in den Bereichen Orientierung, Information, Bildung und Unterhaltung. Kirchs Kalender zeichnen sich darüber hinaus durch die Mitteilung sowohl eigener als auch fremder astronomischer Beobachtungsergebnisse aus. Einige Kalender nehmen die astronomischen Jahrbücher vorweg. Ein weiterer Aspekt ist die Vermittlung neuen Wissens an das einfache Volk in Verbindung mit einer zunehmenden Distanzierung von astrologischem Aberglauben und einer Kritik der herrschenden Vorurteile. Die allen Kalendern beigegebenen Zugaben / Oder Astrologisches Bedencken / von dem Lauff und der Wirckung des Gestirnten Himmels / … (Beispiel aus Zigeuner-Kalender) waren von den Verlegern gefordert worden, da sich die Kalender sonst schlecht verkauften. Das astrologische Denken war noch nicht vollständig überwunden, doch richtete er sich gegen die als Sünde gegen Gott gegeißelte Praxis der astrologischen Wahrsagerei und Lügnerei vieler Kalendermacher seiner Zeit, insbesondere bezüglich der Vorhersagen zu Krieg und Frieden.
Seit 1675 verfolgte er die Idee der Gründung einer Astronomischen Societät in Teutschland. Sie sollte allen Astronomen unabhängig von nationaler oder religiöser Herkunft offenstehen. Ihm schwebte vor, dass alle Astronomen ihre Beobachtungen an einen zentralen Ort schicken sollten, wo sie dann baldmöglichst gedruckt werden sollten. Frankfurt am Main hielt er für den idealen Ort, zum einen wegen der Messe und zum andern wegen der Verbindungen nach Holland über Main und Rhein.
Diese Societät sollte auch der Koordinierung der Beobachtung astronomischer Ereignisse wie Finsternissen und Transits von Planeten vor der Sonne dienen. Als Beispiel sei der Merkurtransit am 31. Oktober beziehungsweise am 1. November 1690 erwähnt, den er quasi generalstabsmäßig organisierte. Allerdings scheint er keine konkreten Schritte zur Gründung unternommen zu haben.
1700 wurde er dann der erste Astronom der in Berlin am 10. Mai 1700 durch Kurfürst Friedrich III. (später König Friedrich I. in Preußen) gegründeten Kurfürstlich-Brandenburgischen Societät der Wissenschaften. Die angegliederte Sternwarte war eine Reaktion auf die staatlichen Observatorien in Greenwich, Paris und St. Petersburg. Zur Finanzierung der Akademie hatte der Kurfürst ihr das „Kalenderpatent“ (ein monopolartiges Privileg zur Herausgabe von Kalendern) verliehen. Kirch und seine Frau mussten also durch ihre Kalenderrechnungen die Akademie finanzieren.
Nach seinem Tod führte seine Frau die Kalenderrechnungen fort. Der Sohn Christfried Kirch wurde 1716 zum Direktor der Sternwarte der Berliner Akademie berufen. Als nach dem Ersten Schlesischen Krieg für das katholische Schlesien Kalender berechnet werden mussten, stellte die Akademie dazu seine Tochter Christine (1696–1782) ein. Seit 1700 galten in Deutschland zwei Kalendervarianten: In den katholischen Ländern galt der Gregorianische Kalender, in den protestantischen Gebieten der Verbesserte Reichskalender, der sich jedoch lediglich in der Berechnung des Osterdatums von ersterem unterschied.
Die IAU ehrte ihn durch den Mondkrater Kirch und den Asteroiden (6841) Gottfriedkirch.

## Publikationen
(Auswahl)
- Wunderstern am Hals des Walfisches. Leipzig 1678
- Eilfertiger kurtzer Bericht an einen guten Freund von dem Neuen Cometen dieses 1682. Jahrs. 1682 (Digitalisat)

Kirch veröffentlichte außerdem in seinen Kalendern, den Philosophical Transactions, den Acta Eruditorum und den Miscellanea Berolinensia. Seine hinterlassenen Aufzeichnungen wurden nicht publiziert.